# Pelurga comitata
Pelurga comitata là một loài bướm đêm trong họ Geometridae.

## Hình ảnh

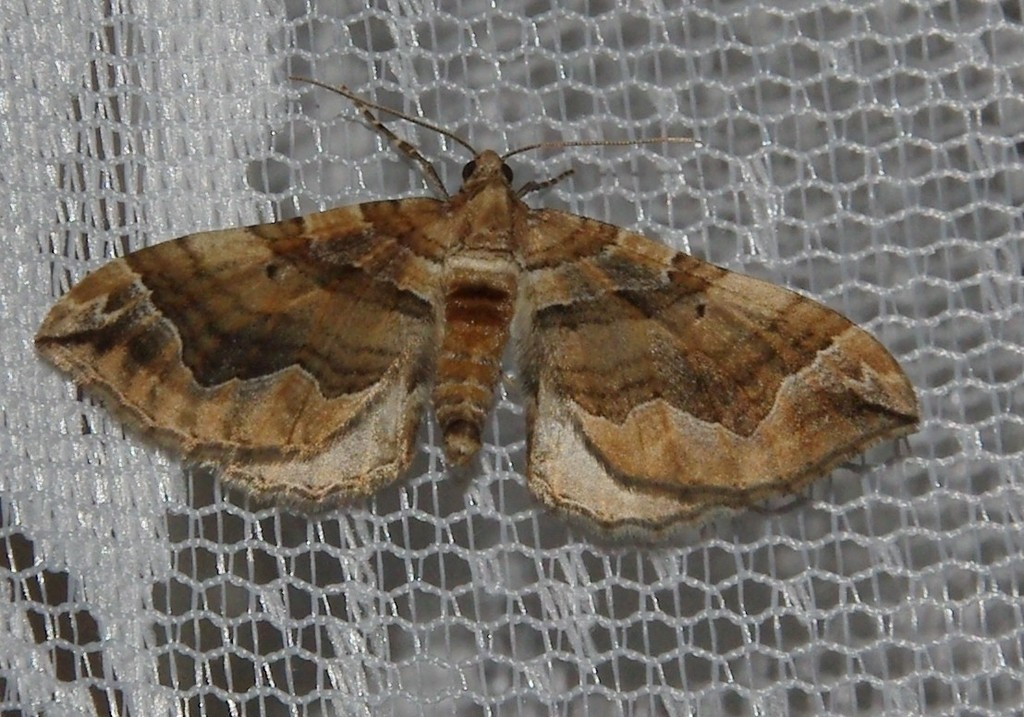
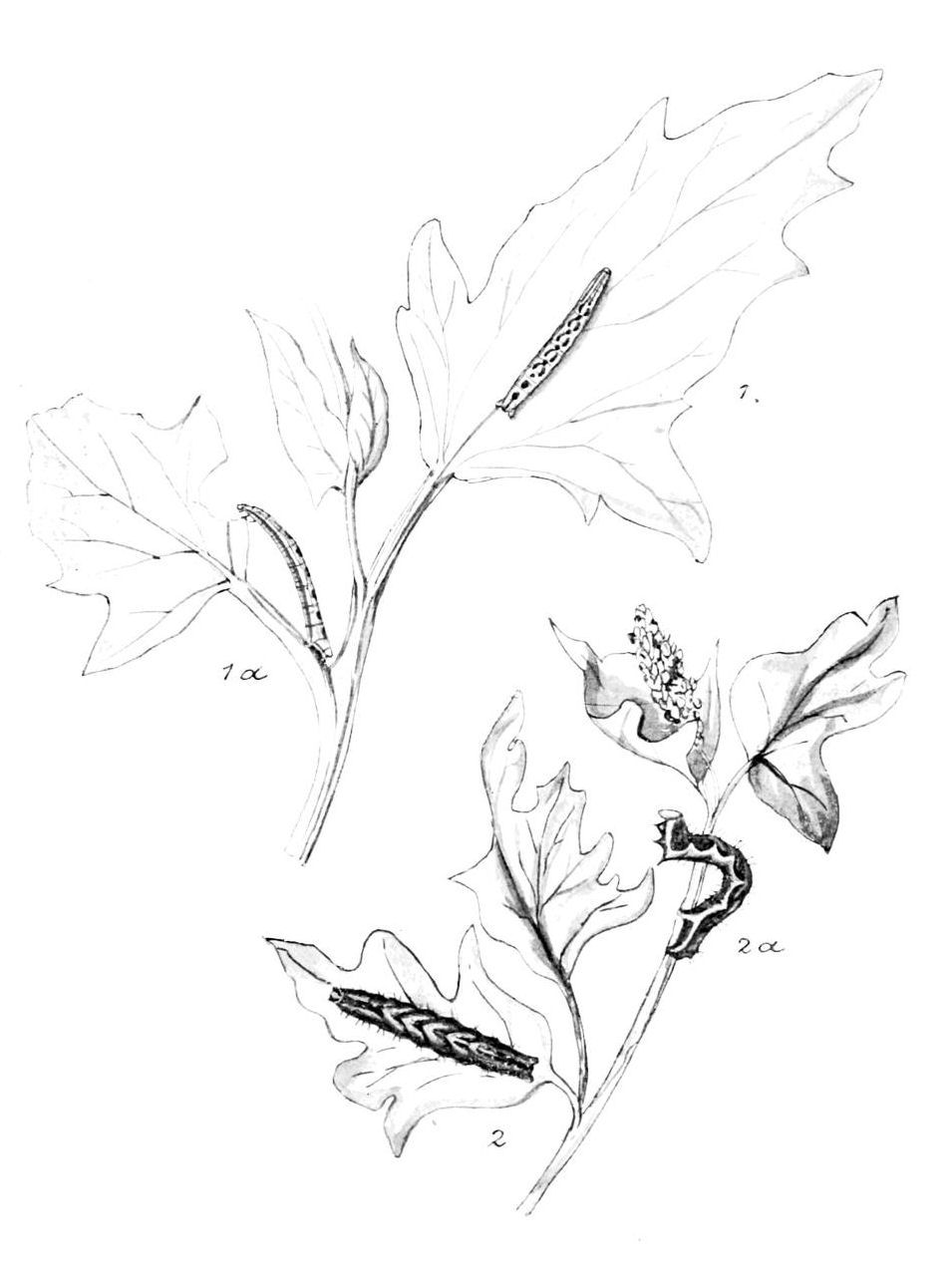
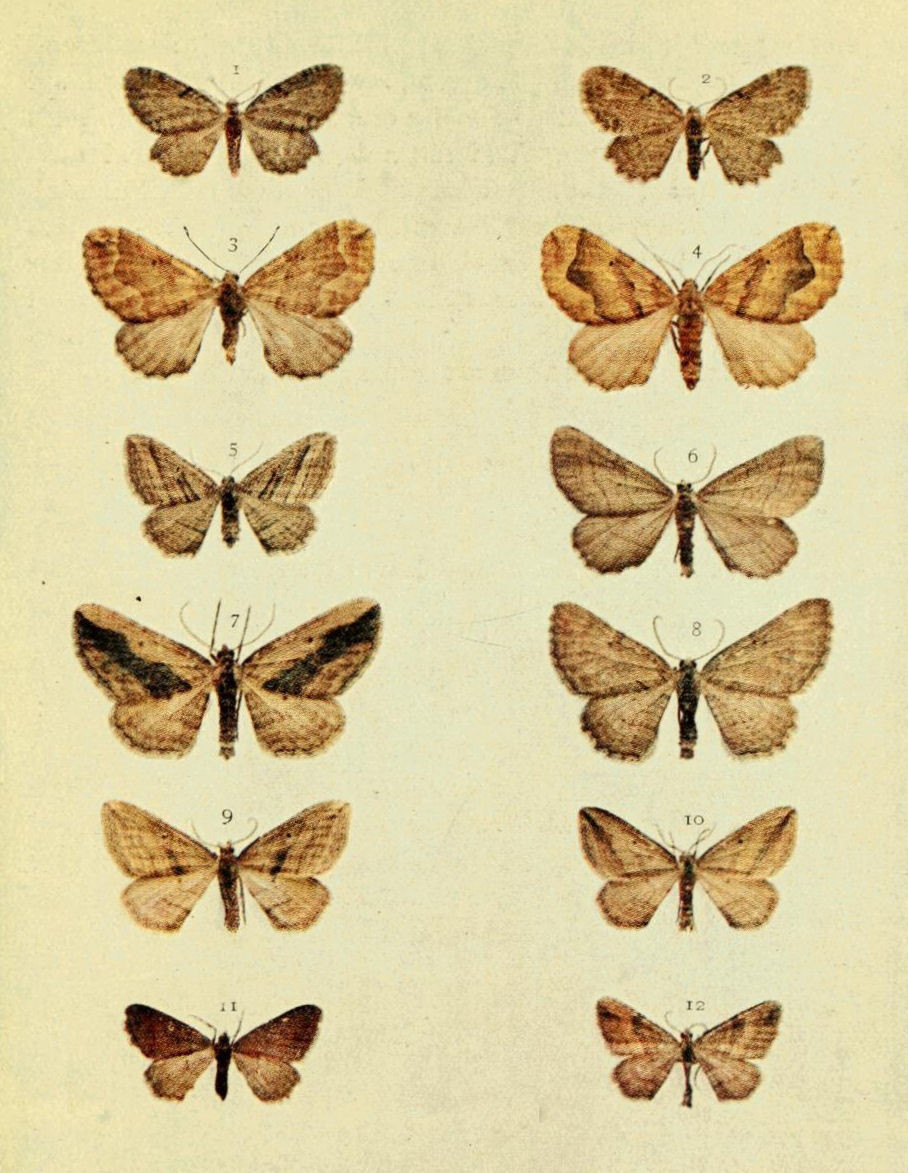
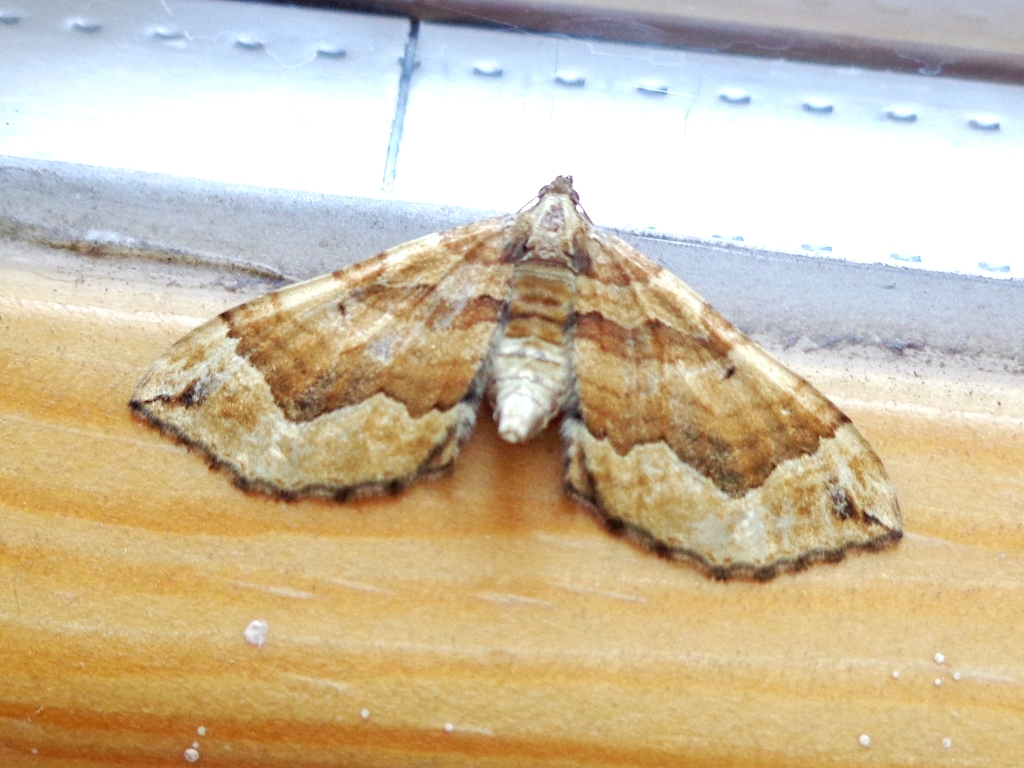